# 貝爾福里斯特 (阿拉巴馬州)
貝爾福里斯特（英語：Belforest）是一個位於美國阿拉巴馬州鮑德溫縣的非建制地區。該地的面積和人口皆未知。

## 地理
貝爾福里斯特的座標為30°36′14″N 87°51′09″E / 30.603889°N 87.852499°E，而該地最高點為海拔高度47米（即154英尺）。